# Dom Kennedy
Dominic Hunn (Los Angeles, Kalifornija, SAD, 22. kolovoza 1984.), bolje poznat po svom umjetničkom imenu Dom Kennedy je američki reper i tekstopisac iz Leimert Parka, Los Angelesa, Kalifornije. Svoju glazbenu karijeru je započeo 2008. godine kada je objavio prvi miksani album 25th Hour. Sljedeće godine je objavio još dva miksana albuma FutureStreet/DrugSounds i Best After Bobby. Godine 2010. objavljuje četvrti album From the Westside With Love, te 2011. godine objavljuje miksani album The Original Dom Kennedy i prvi nezavisni album From the Westside With Love II. Godine 2012. je objavio drugi nezavisni album Yellow Album.

## Diskografija

### Nezavisni albumi
- From the Westside With Love II (2011.)
- Yellow Album (2012.)

### Miksani albumi
- 25th Hour (2008.)
- FutureStreet/DrugSounds (2009.)
- Best After Bobby (2009.)
- From the Westside With Love (2010.)
- The Original Dom Kennedy (2011.)